# Schizonycha comosa
Schizonycha comosa är en skalbaggsart som beskrevs av Hermann Burmeister 1855. Schizonycha comosa ingår i släktet Schizonycha och familjen Melolonthidae. Inga underarter finns listade i Catalogue of Life.